# Cabucala crassifolia
Cabucala crassifolia är en oleanderväxtart som beskrevs av Marcel Pichon. Cabucala crassifolia ingår i släktet Cabucala och familjen oleanderväxter. Inga underarter finns listade i Catalogue of Life.